# Lista över dalaspelmän
Listan baserad på Lista över svenska folkmusiker, Socknar i Dalarna och kategorierna Dalaspelmän, Svenska fiolspelmän och Riksspelmän

## Norra Dalarna

### Mora
- Hins Anders
- Kings Selma Olofsdotter

### Orsa
- Gössa Anders Andersson
- Gössa Anna Andersson
- Anders Jakobsson
- Per Jakobsson
- Kalle Moraeus
- Olle Moraeus
- Per-Erik Moraeus
- Bleckå Anders Olsson [1]
- Jonny Soling
- Björn Ståbi [1]

### Sollerön
- Lavas Margit Jönsdotter
- Ryss Anna Olsson
- Reser Anna Larsson [1] [2]

### Älvdalen
- Ekor Anders
- Gyris Anders Andersson
- Verf Lena Egardt
- Carl Gustav Färje
- Lena Willemark
- Evert Åhs
- Lars Åhs

## Mellersta Dalarna

### Gagnef
- Elvira Classon
- Anders Frisell [1]

### Leksand
- Knis Karl Aronsson [1]
- Carl Gudmundsson
- Ture Gudmundsson [1]
- Adrian Jones

### Rättvik
- Höök Olof Andersson [1]
- Sparf Anders Andersson [3] [4] [5]
- Anders Bjernulf
- Petters Erik [5]
- Per Gudmundson
- Anders Nygårds
- Pål Olle [1]
- Pers Hans Olsson
- Ris Kerstin Persson
- Anders Sparf [5]

#### Bingsjö-Dådran
- Nils Agenmark [1]
- Ole Hjorth [1]
- Hjort Anders Olsson [1]
- Pekkos Per
- Päkkos Gustaf

### Boda
- Jonas Röjås [1]
- Maria Röjås

### Ore
- Ola Bäckström
- Hans Dalfors
- Timas Hans Hansson [1]

## Sydöstra Dalarna

### Garpenberg
- Udd Axel Johansson

### Hedemora
- Ellinor Fritz

### Säter
- Ingvar Norman

### Svärdsjö
- Erik Björkman (spelman)
- Vilhelm Hedlund

### Stora Tuna
- Helmy Hansson [1]

## Sydvästra Dalarna

### Grangärde
- Roland Keijser

## Västerdalarna

### Floda
- Olof Tillman

### Järna
- Gudmunds Nils Larsson

### Malung
- Kalle Almlöf [1]
- Dansar Edvard
- Lejsme Per Larsson [1]
- Anders Rosén [1]
- Herman Strömberg
- Wille Toors

### Transtrand
- Karin Edvardsson Johansson

## Folkare härad

### By
- Nelly Östlund